# ليلستروم

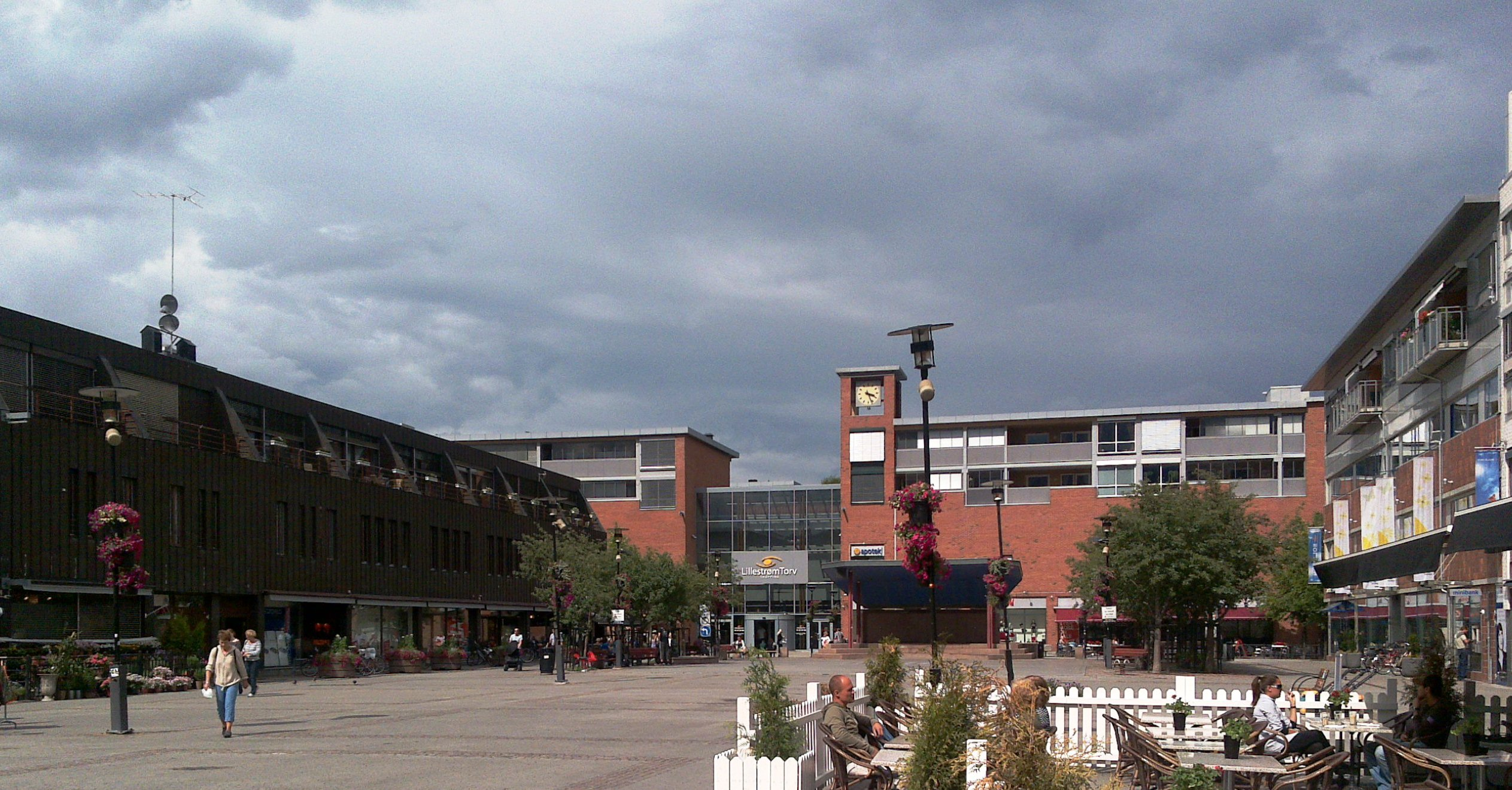
ميدان وسط ليلستروم.

ليلستروم (بالنرويجية:  Lillestrøm‏) هي بلدة تقع على بعد 18 كم (11 ميل) شرق شمال مدينة أوسلو عاصمة النرويج. يبلغ عدد سكان المدينة حوالي 14,000 ألف نسمة.
وهي تتبع المدينة بلدية سكيدسمو الواقعة بمقاطعة أكشهوس، وتعبر المدينة مركز إدارة بلدية سكيدسمو.

## أعلام
- بيدير بورغن
- أول كريستيان رود
- كلوز فايسه
- توم لوند